# Kościół Chrystusa Króla w Jeleńczu
Kościół Chrystusa Króla w Jeleńczu – rzymskokatolicki kościół parafialny znajdujący się w Jeleńczu. 

## Historia kościoła
Poprzedni, drewniany kościół pw. św. Wojciecha został wybudowany w 1767 r. 19 czerwca 1871 r. wicher wywrócił wieżę 
kościelną. Nie odbudowano jej, ponieważ już wówczas konstrukcja kościoła groziła zawaleniem. W 1923 r. nadgniłe deski zastąpiono nowymi, naprawiono dachy i okna, a części ściany podmurowano. Dokładny opis budowli: Jest to budynek wieńcowy, bez specjalnie architektonicznej wartości, o ścianach pokrzywionych i spróchniałych poszczególnych wieńcach. Kościół został podparty drewnianymi podporami, jak twierdzi ks. proboszcz jeszcze w 1864 r. Niektóre z tych podpór zgniły i zostały usunięte. Budowę nowego kościoła uważam za konieczną, a ponieważ nie jest kościół w obecnym stanie pod względem bezpieczeństwa zupełnie pewny i nie jest wykluczone jego zawalenie się, w razie większego wichru – proponuję spowodowanie zamknięcia kościoła, ewentualnie wzmocnienie go nowymi podporami. Ksiądz proboszcz Mazella wyjaśnił mi, że na wiosnę parafia zamierza przystąpić do budowy nowego kościoła, istniejący rozebrać, a materiał uzyskany wykorzystać na budowę sali, w której będzie można tymczasowo odprawiać nabożeństwa. Ostatnie nabożeństwo w drewnianej świątyni odbyło się 23 czerwca 1929 roku o godzinie 9:00, a o godzinie 11:00 podczas sumy ks. proboszcz Żelazny z Pruszcza przedstawił historię świątyni. Znajdowały się w niej między innymi: 4 drewniane ołtarze, drewniana ambona, 2 konfesjonały, chrzcielnica, ławy na 143 osoby, organy, dzwon z liną i sygnaturka.
Stary kościół rozebrano w czerwcu 1929 r. Projekt nowej świątyni wykonał architekt Stefan Cybichowski. W wyniku 
przetargu wygrała firma braci Szatkowskich z Tucholi. Pod ich kierownictwem pracowało 53 pracowników. 
Poświęcenie kamienia węgielnego pod kościół nastąpiło 12 kwietnia 1931 r. przez ks. prałata Pawła Czaplewskiego z Byszewy. 
13 sierpnia odbyła się uroczystość zawieszenia wieńca na szczycie kopuły kościoła, który zawisł na wysokości 32 m 
pomiędzy dwoma sztandarami polskimi. Poświęcenia kościoła dokonał 16 września ks. proboszcz Jan Mazella, a konsekracji ks. biskup Stanisław Okoniewski 30 października 1932 r. w niedzielę. W uroczystości udział wzięli: ks bp. Stanisław Okoniewski, architekt Stefan Cybichowski i p. Prądzyński, wojewoda pomorski Stefan Kirtiklis, ks. prepozyt i infułat Juliusz Bartkowski, ks. dziekan Walerian Siegmund, ks. Hom, ks. Jan Wałdoch. Kazanie wygłosił ks. Wincenty Górecki z Tucholi. Na zakończenie odśpiewano „Boże coś Polskę”. W 1936 r. parafianie z okazji 25-lecia kapłaństwa swojego proboszcza ofiarowali kościołowi trzy dzwony zamówione u ludwisarzy w Przemyślu.

## Architektura kościoła
Kościół jest orientowany. Zbudowany w stylu neoklasycystycznym na rzucie koła przenikającego się z krzyżem greckim nakryty kopułą, posiada frontowy portyk pozorny. W wyposażeniu kościoła między innymi:
- ołtarz późnobarokowy (1720 r.) z wizerunkiem św. Barbary i św. Marii Magdaleny de' Pazzi,
- ołtarze boczne rokokowe (II poł. XVIII w.) z obrazem NMP Niepokalanie Poczętej i św. Wojciecha,
- chrzcielnica i konfesjonały rokokowe,
- ambona neoklasycystyczna (1930–1932),
- dwa feretrony z I poł. XVIII w.,
- monstrancja,
- dwa kielichy wykonane przez Matthiasa Pichelli (1639–1683), złotnika gdańskiego,
- pod chórem muzycznym znajduje się tablica poświęcona budowniczemu i proboszczowi ks. Janie Mazelli, rozstrzelanego przez hitlerowców w 1939 r.

Kopułę kościoła widać przy dobrej pogodzie z wielu kilometrów.